# Neoarius graeffei
Neoarius graeffei är en fiskart som först beskrevs av Rudolf Kner och Steindachner, 1867.  Neoarius graeffei ingår i släktet Neoarius och familjen Ariidae. Inga underarter finns listade i Catalogue of Life.